# Дегтяренко Олена Миколаївна
Дегтяренко Олена Миколаївна — український тележурналіст.
Народилася 22 вересня 1973 р. у м. Зерафшан (Узбекистан).
Закінчила факультет економіки та управління Київського державного економічного університету (1995). З 1996 р. — головний режисер Телевізійно-інформаційного агентства «Вікна».